# Mercato

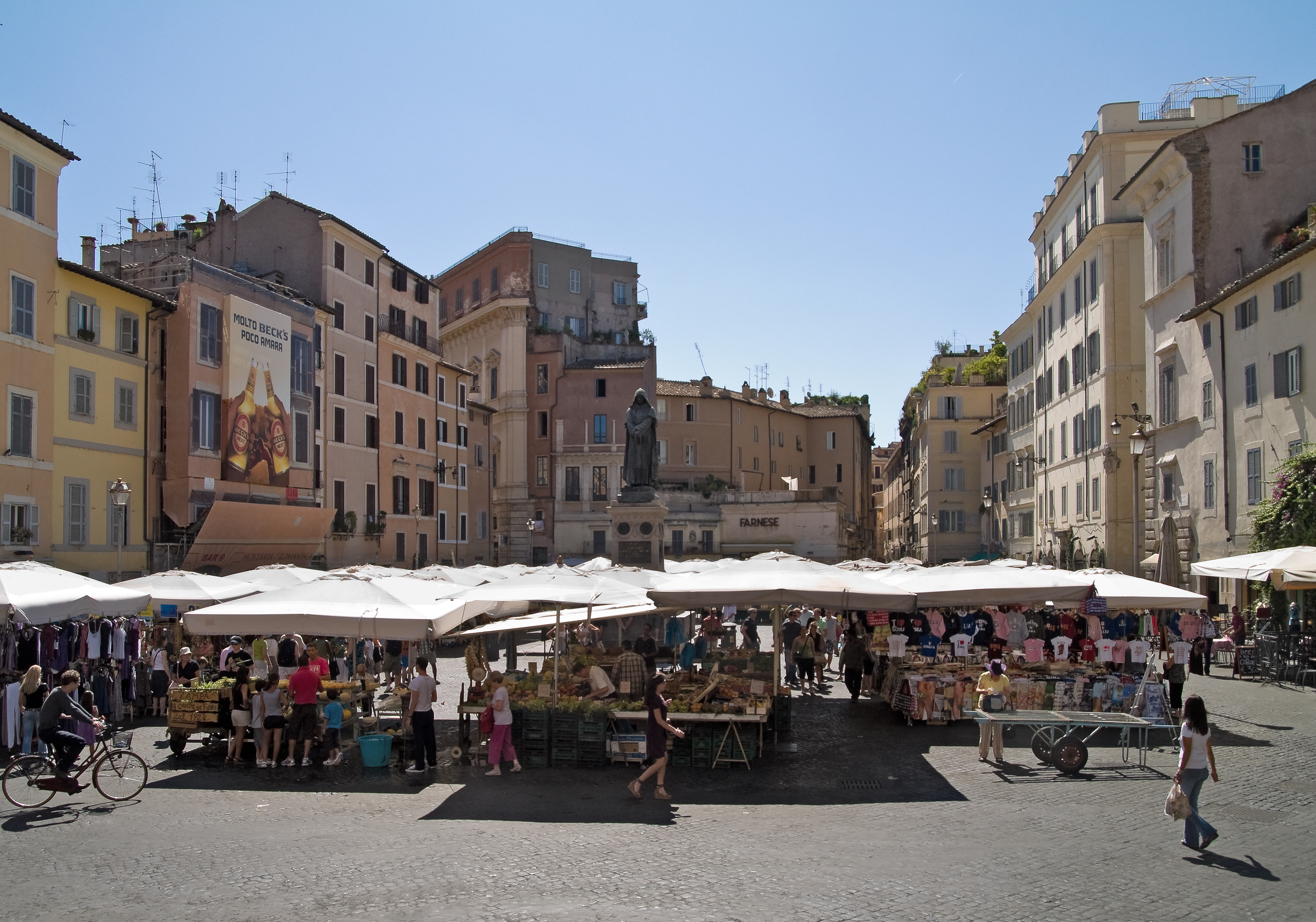
Il mercato di Campo de' Fiori a Roma

Il mercato originariamente era solo il luogo fisico in cui si svolgeva in date prestabilite a cadenza regolare la compravendita pubblica di prodotti agricoli o manifatturieri tra diversi offerenti.
Con l’ampliarsi dei commerci a livelli sempre più globali macroeconomici il significato di mercato ha assunto anche valenze più vaste comprendenti inoltre categorie merceologiche le più varie: mercato finanziario, mercato del lavoro, mercato immobiliare, e svolto in luoghi non topograficamente definiti anche virtuali e non pubblici.

## Il significato gicato nell'economia
Il termine in economia ha due accezioni correnti, una indica il luogo (anche in senso figurato) in cui vengono realizzati gli scambi economico-commerciali di materie prime, beni, servizi, denaro, strumenti finanziari eccetera, la seconda si riferisce al meccanismo istituzionale per mezzo del quale si svolge un commercio.

## Descrizione macroeconomica
Secondo una definizione macroeconomica (come ad esempio nel campo dell'economia politica), il mercato è l'insieme della domanda e dell'offerta, cioè degli acquirenti e dei venditori. In termini equivalenti microeconomici o macroeconomici, il mercato è definito come il punto di incontro della domanda e dell'offerta. Queste definizioni possono quindi riferirsi ad un luogo fisico, o ad un concetto immateriale. Spesso con il termine mercato si indica sinteticamente il sistema economico più precisamente definito economia di mercato.

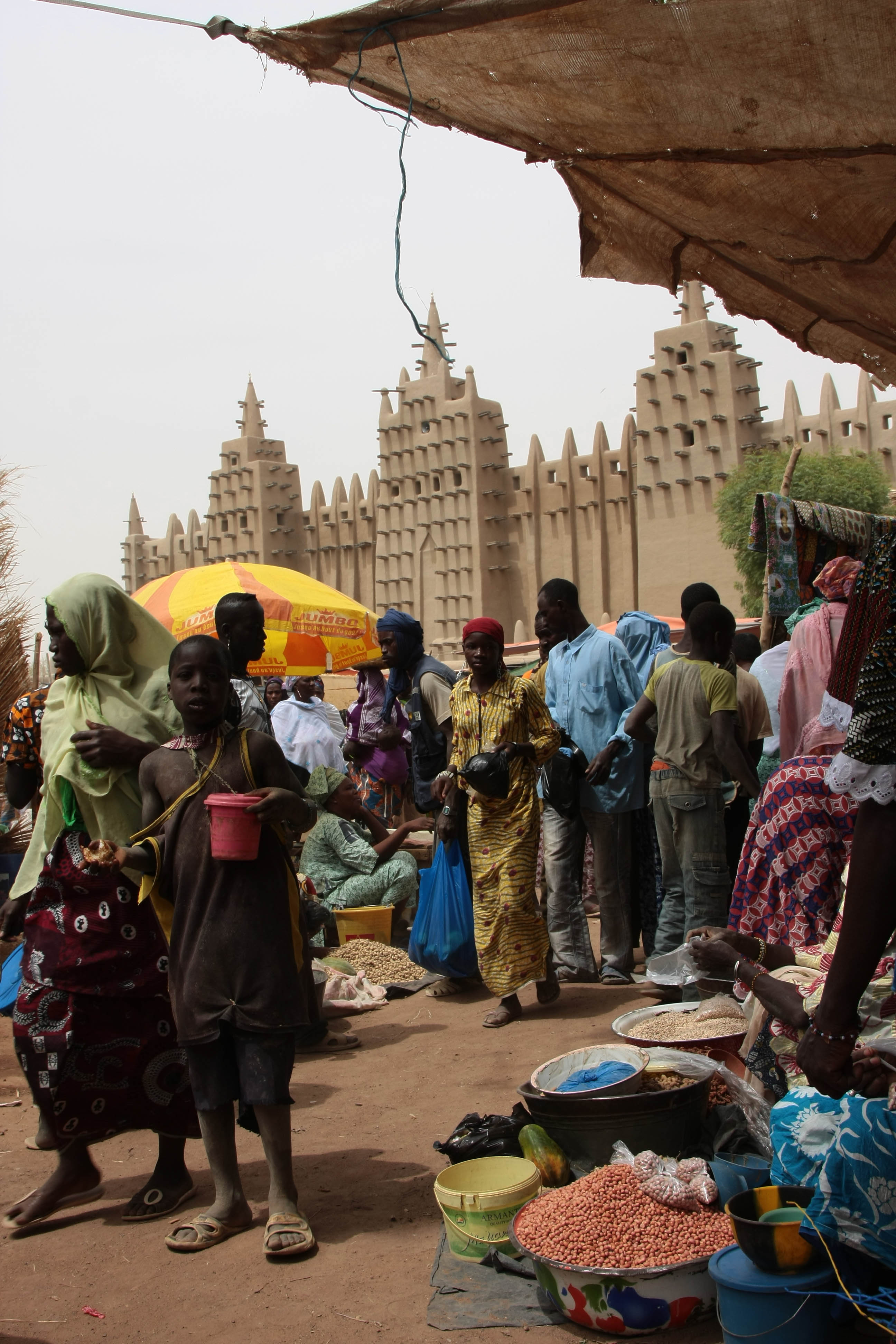
Mercato a Djenné (Mali)

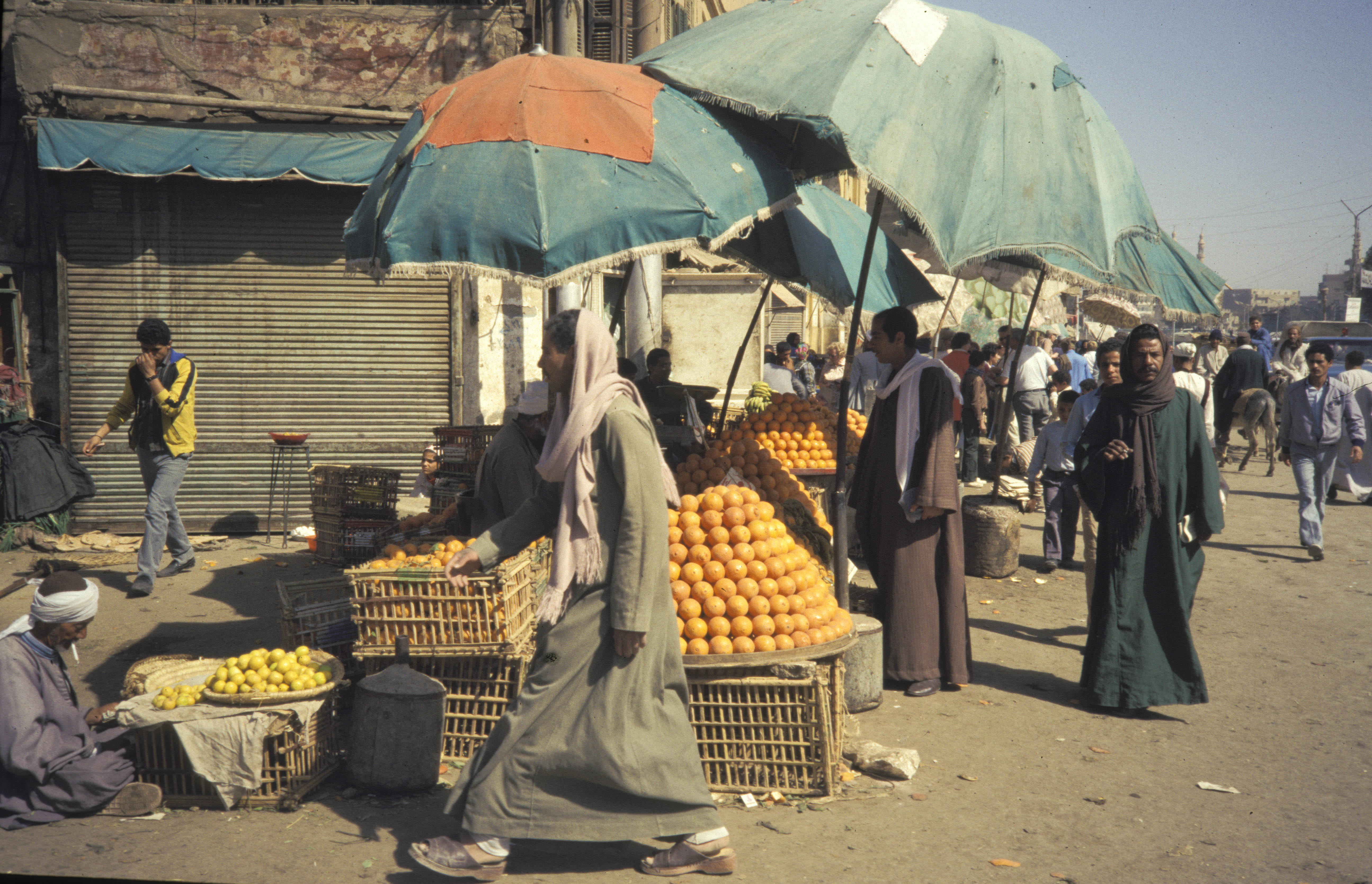
Mercato per strada in Egitto (1987)

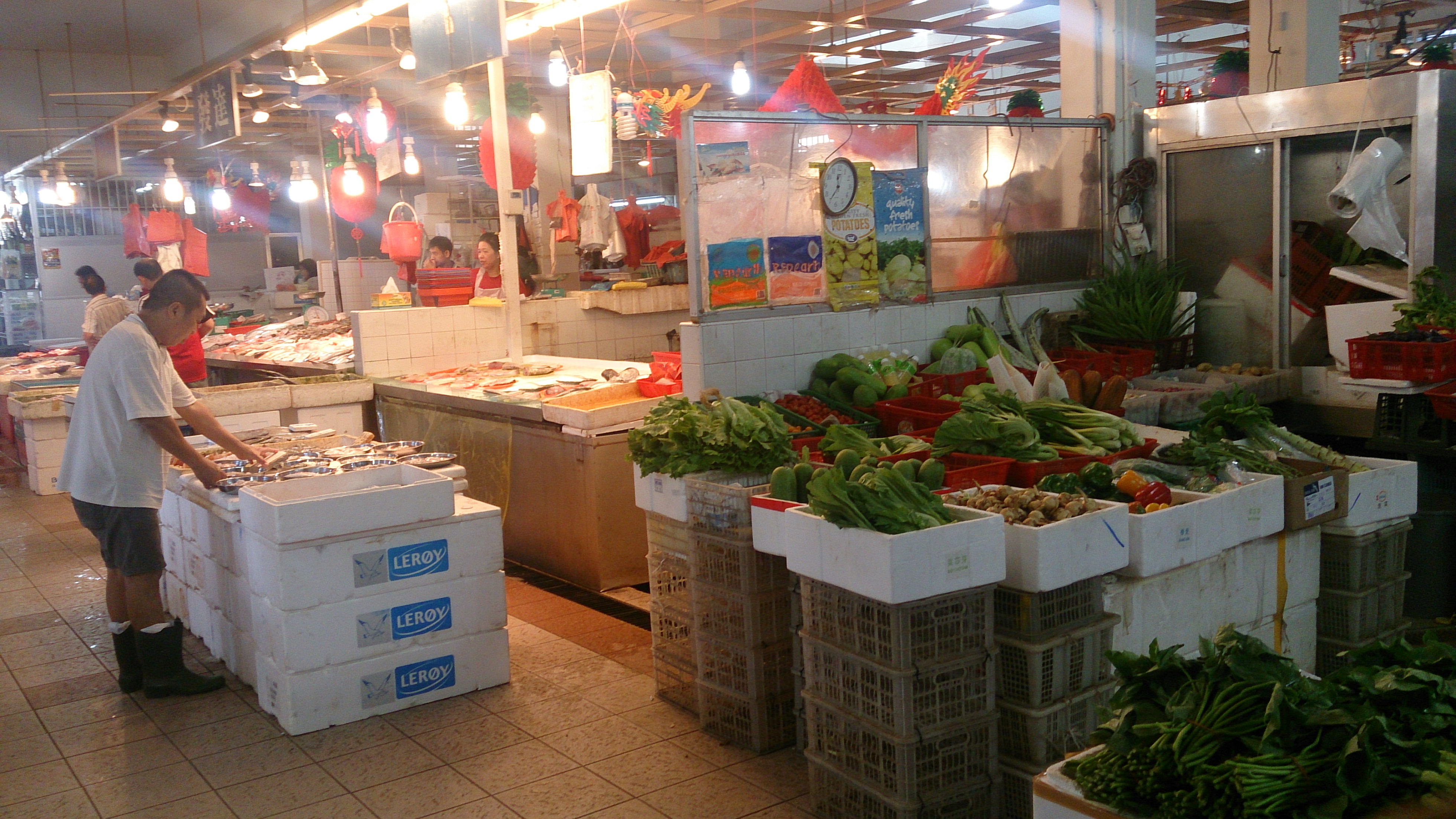
Wet market a Singapore

Con l'articolazione degli studi della disciplina, si sono nel tempo attribuite crescenti attenzioni allo sviluppo di specifiche branche del mercato, costituenti i mercati specifici per i quali valgano peculiarità funzionali, di andamento e di organizzazione tali da renderli analizzabili individualmente (e anche in comparazione con gli altri).
Si parla dunque al plurale di "mercati" poiché non solo se ne avrà pluralità sinché persisterà una pluralità di sistemi economici indipendenti (ad esempio i sistemi nazionali), ma anche all'interno stesso di un sistema economico possono individuarsi prevedibili e analizzabili movimenti dei soggetti economici raggruppabili per categorie di localizzazione, tipologia, modalità e innumerevoli altre caratteristiche. Si hanno così i mercati regionali (intendendosi per "regione" una porzione significativa, per qualità o quantità dei soggetti o degli scambi, del sistema generale), oppure i mercati internazionali. 
Un'antica partizione scolastica individuava intanto una prima distinzione tipologica merceologica generale, per il tipo di oggetto degli scambi, fra il mercato mobiliare (oggi più noto come mercato finanziario) e il mercato immobiliare; le classificazioni merceologiche, infinite quanto le merceologie, hanno consentito di enucleare una quantità non inquadrabile di atomistici mercati, ad esempio "della piastrella in cotto di seconda scelta" o "delle punte intercambiabili per avvitatore a batteria", che nonostante l'apparente capziosità sono oggetto di utili studi da parte degli interessati. Altre differenziazioni possono riguardare il modo (anche pratico) di effettuazione degli scambi (ad esempio il recente mercato telematico, distinto dal mercato tradizionale).

### I soggetti
I singoli agenti economici è solito distinguerli, a seconda della loro funzione, in due categorie principali, compratori e venditori.
I compratori includono i consumatori (che acquistano beni e servizi per uso personale), e le imprese, che strumentalmente acquistano lavoro, capitale e materie prime per produrre beni e servizi.
I venditori includono le imprese, che vendono i beni e i servizi da loro prodotti, i lavoratori che vendono i propri servizi e i proprietari di risorse produttive (ad esempio beni immobili) che possono essere cedute a titolo definitivo (vendita, o meglio alienazione) al fine di ricavarne il prezzo, oppure a titolo temporaneo (per locazione o altri tipi di diritto di godimento) al fine di ricavarne la rendita.
La maggior parte degli individui e delle imprese sono allo stesso tempo compratori e venditori, ma è più semplice a volte considerarli separatamente, come compratori nel momento in cui acquistano e come venditori nel momento in cui vendono.
Compratori e venditori, secondo una delle citate definizioni, interagiscono per formare i mercati. Un mercato è in questo senso un insieme di compratori e venditori che interagiscono, generando così delle opportunità di scambio.

### Tipologie
i principali tipi di mercato sono:

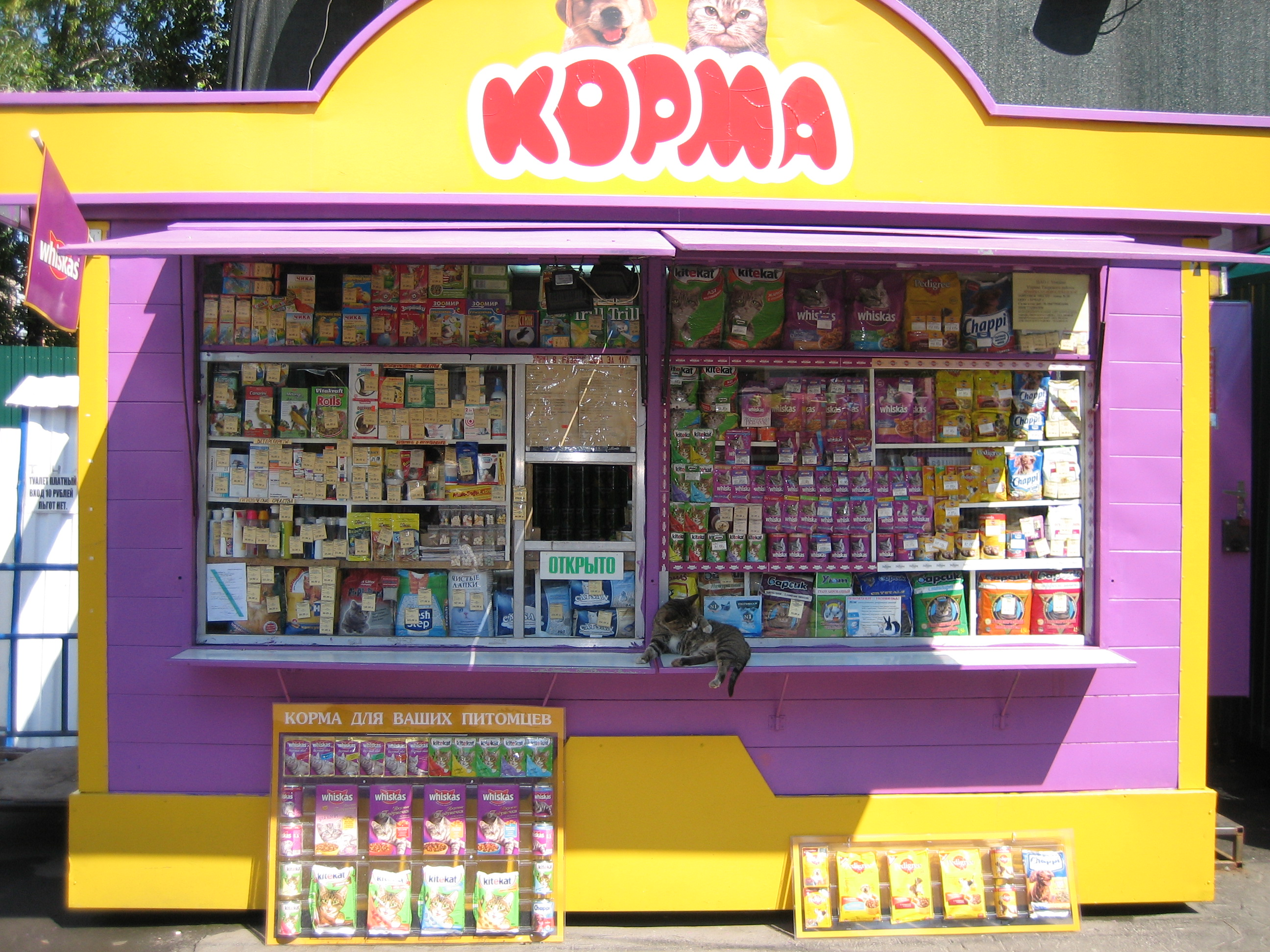
Banco del mercato di Mosca con rivendita di cibo per gatti

- mercato commercio su area pubblica
- mercato delle materie prime
- mercato agricolo
- mercato dei beni di consumo
- mercato immobiliare
- mercato dei capitali
- mercato finanziario
- mercato azionario
- mercato del lavoro

In senso metaforico:
- mercato delle idee

Dal punto di vista geografico si distingue tra:
- mercato locale;
- mercato nazionale o interno;
- mercato internazionale o estero.
- mercato nero

### Mercati concorrenziali e mercati non concorrenziali
Un mercato perfettamente concorrenziale soddisfa quattro condizioni:
1. tutti i partecipanti al mercato sono in ogni momento al corrente delle opportunità che il mercato offre (perfetta conoscenza o informazione completa sul mercato),
2. i compratori e i venditori sono piccoli e indipendenti,
3. l'inserimento di nuovi prodotti è semplice (assenza di barriere di ingresso),
4. esiste facilità di movimento di capitali da un settore ad un altro.

Un mercato concorrenziale è inoltre composto da molti compratori e molti venditori, in modo che nessun singolo compratore o venditore possa esercitare un'influenza significativa sui prezzi. Il mercato perfettamente concorrenziale è di fatto un modello ideale in quanto tutti i mercati reali esistenti non raggiungono tutte le precedenti condizioni, pur tuttavia esistono dei mercati reali che si avvicinano molto alla nozione di mercato perfettamente concorrenziale come ad esempio la maggior parte dei mercati agricoli (sebbene questa antica condizione sia oggi da taluni dubitata per molte ragioni). Molti altri mercati raggiungono un grado di concorrenza tale da farli considerare alla stregua di mercati perfettamente concorrenziali (per esempio, il mercato del rame). Altri mercati, costituiti solo da un numero ristretto di produttori, possono essere trattati per semplicità come se fossero mercati concorrenziali.
Infine, alcuni mercati, pur essendo formati da molti produttori, sono di tipo "non concorrenziale", cioè in esso singoli operatori (anche riuniti in cartello) sono in grado di influenzare i prezzi dei prodotti (come accade, per esempio, nel mercato mondiale del petrolio, condizionato dall'oligopolio delle famose sette sorelle). Un caso particolare di oligopolio è il duopolio.
All'estremo opposto del mercato concorrenziale vi è il modello di mercato di tipo monopolista caratterizzato da un solo venditore che detiene quindi il pieno controllo sul mercato stesso e libero quindi di agire nelle scelte dei prezzi dei beni imponibili sui consumatori non essendo vincolato da scelte o politiche di vendita di altri venditori. Questo tipo di mercato, al pari di quella oligopolista, è stata molto diffusa in passato nel mondo occidentale; successivamente interventi legislativi da parte dei governi hanno portato all'abolizione dei monopoli e all'instaurazione di sistemi economici basati sul pluralismo dei venditori ovvero alla cosiddetta liberalizzazione del mercato per avvicinarsi ad un modello il più possibile concorrenziale con l'abbattimento dei prezzi a favore dei consumatori.

### I modi del mercato e della concorrenza
A seconda del tipo di sistema economico in uso, in dipendenza quindi delle previsioni ordinamentali in materia di proprietà, di commercio e di impresa, che sono di fonte politica, le azioni dei soggetti del mercato possono essere sottoposte a regolamentazione (in genere statale, spesso applicata da enti regolatori appositi) oppure lasciate al libero arbitrio degli operatori.
Nei sistemi di tipo liberista, si ha la tendenza a lasciare la massima libertà d'azione agli operatori, mentre in sistemi a forte influenza politica (come nel caso d'estremo dei sistemi collettivistici) precise regole determinano le quantità di prodotto che possono essere fatte confluire sul mercato, i loro prezzi, le condizioni di vendita e altri aspetti minori.
Cresce anche nei sistemi liberisti, per la sopravvivenza stessa del principio libertario, l'esigenza di combattere la tentazione monopolistica dell'operatore, o la sua forma minore che è l'abuso di posizione dominante, contrastando l'affermarsi di posizioni di controllo di fatto di un mercato da parte di un singolo operatore (o di un cartello di operatori). Sono le cosiddette "politiche antitrust", che anche in Italia sono da tempo allo studio di appositi enti governativi.
Altri tipi di regolamentazione dei mercati tendono, ad esempio nel mercato azionario, a contrastare le manovre speculative, non in quanto potenzialmente lesive degli interessi dell'azienda che avrebbe a subirle, quanto invece per tutelare i piccoli risparmiatori che hanno investito in tali aziende. Sono di questo genere, ad esempio, le sospensioni di un titolo per eccesso di ribasso.

### Il prezzo di mercato
I mercati garantiscono la possibilità di effettuare transazioni tra compratori e venditori. Una certa quantità di un bene è venduta ad un prezzo specifico. Di solito in un mercato perfettamente concorrenziale si stabilisce un unico prezzo di mercato; di solito questi prezzi sono semplici da misurare.
Se i mercati non sono perfettamente concorrenziali, imprese diverse possono praticare prezzi diversi per lo stesso prodotto. Questo può accadere perché un'impresa cerca di attirare consumatori dalle imprese concorrenti, o perché la fedeltà alla marca da parte dei clienti consente ad alcune imprese di praticare prezzi superiori a quelli delle imprese concorrenti.
I prezzi di mercato della maggior parte delle merci sono soggetti a fluttuazioni periodiche, e per molti di essi le fluttuazioni possono essere improvvise. Questo è vero soprattutto per i beni venduti sui mercati concorrenziali.

## Mercati locali africani
In Africa i mercati locali costituiscono un importante luogo di aggregazione caratterizzato da intensi scambi sociali e punto di incontro tra membri dispersi della propria famiglia, villaggio o clan, tanto che il ruolo economico risulta secondario.
Il giorno di mercato è praticamente un giorno di festa, ci si reca per bere birra, divertirsi, incontrare gente, secondo antica tradizione nei mercati dell'Africa occidentale è proibito girare armati nel luogo deputato.
In molte aree i mercati tradizionali scandiscono il ‘’tempo settimanale’’ non necessariamente costituito da sette giorni a volte solo quattro, i giorni prendono il nome dal rispettivo mercato.